# Anders Jarl
Anders Jarl (* 10. März 1965 in Tyresö) ist ein ehemaliger schwedischer Radrennfahrer und nationaler Meister im Radsport.

## Sportliche Laufbahn
Jarl war Teilnehmer der Olympischen Sommerspiele 1988 in Seoul. Im olympischen Straßenrennen wurde er beim Sieg von Olaf Ludwig 57. Im Mannschaftszeitfahren gewann er gemeinsam mit Björn Johansson, Jan Karlsson und Michel Lafis die Bronzemedaille.
1983 gewann er als Junior die Meisterschaft im Straßenrennen. 1984 wurde er im Mannschaftszeitfahren der Meisterschaften der Nordischen Länder Zweiter und auch nationaler Meister im Mannschaftszeitfahren gemeinsam mit Allen Andersson, Jonas Tegström und Lars Wahlqvist. 1986 wurde er Meister im Einzelzeitfahren und im Mannschaftszeitfahren und siegte in dieser Disziplin auch bei den Meisterschaften der Nordischen Länder. 1988 gewann er die nationale Meisterschaft im Straßenrennen vor Michel Lafis. Den Titel im Mannschaftszeitfahren konnte er ebenfalls erringen.
Er startete für das Radsportteam PKbankens CK aus Stockholm.